# Gulfscheune Oberrege 26
Die Gulfscheune Oberrege 26 im niedersächsischen Elsfleth, im Landkreis Wesermarsch, stammt vom Ende des 19. Jahrhunderts.

Aktuell (2023) wird sie landwirtschaftlich genutzt.
Das Gebäude steht unter Denkmalschutz (siehe auch Liste der Baudenkmale in Elsfleth).

## Beschreibung
Die eingeschossige giebelständige verklinkerte Gulfscheune mit Krüppelwalmdach des Hofs Frels stammt von 1896 und wurde für den wohlhabenden Landwirt Wilhelm Frels gebaut. Sie hat einen rechten Anbau mit Satteldach und steht rechts hinter dem denkmalgeschützten Wohnhaus Oberrege 26 von 1890.
Das Landesdenkmalamt befand: „… geschichtliche und städtebauliche Bedeutung …“
Das Gulfhaus oder Ostfriesenhaus ist eine Bauernhausform, die im 16. und 17. Jahrhundert in Norddeutschland aufkam, als Scheune mit massiven Außenwänden und zumeist innerem Holzgerüst.